# Lénárddaróc
Lénárddaróc község Borsod-Abaúj-Zemplén vármegyében, az Ózdi járásban.

## Fekvése
A Bükk-vidék területén fekszik, a megyeszékhely Miskolctól közúton 47 kilométerre északnyugatra.
A környező települések: észak felől Csokvaomány (kb. 3 km), északkelet felől Nekézseny (kb. 6 km), kelet felől Nagyvisnyó, délkelet felől Szilvásvárad, délnyugat felől Bükkmogyorósd (6 km), nyugat felől pedig Csernely (3 km). A legközelebbi város a 15 kilométerre északra fekvő Ózd.

### Megközelítése
Csak közúton érhető el, Csernely érintésével vagy északabbi szomszédai felől, mindkét irányból a 2518-as úton.

## Nevének eredete
A Lénárd előtag egy Lénárd nevű egykori birtokossal kapcsolatos, a Daróc pedig foglalkozásnévből származik. A daróc durva posztót jelent.

## Története
1220-ban, a Váradi regestrumban említik először, ahol villa Dranczy a neve. Péter vitéz volt a neve, aki a törökkel folytatott hősies harcokért megkapta a nemesi rangot, s a Bárdos nevet. 1647-ben a település nemesi jogot kapott. A településhez rokoni szálak fűzik Bárdos Lajost.

## Közélete

### Polgármesterei
| Időszak   | Polgármester             | Párt      | Megjegyzés                                                                 |
| --------- | ------------------------ | --------- | -------------------------------------------------------------------------- |
| 1990–1994 | Benke János              | független |                                                                            |
| 1994–1998 | Benke János              | független |                                                                            |
| 1998–2002 | Papp László              | független |                                                                            |
| 2002–2006 | Papp László              | független |                                                                            |
| 2006–2009 | Papp László              | független | Jogállása megszűnt.                                                        |
| 2009–2010 | Papp László              | független | Időközi választás: 2009. április 5.                                        |
| 2010–2011 | Dr. Szatmáry-Antal Tamás | független | hivataláról lemondott                                                      |
| 2011–2012 | Komjáthyné Kalo Erzsébet | független | Időközi választás: 2011. július 10. a képviselő-testület feloszlatta magát |
| 2013–2014 | Bárdos István Gusztávné  | független | Időközi választás: 2013. február 3.                                        |
| 2014–2019 | Bárdos István Gusztávné  | független |                                                                            |
| 2019–2024 | Bárdos István Gusztávné  | független |                                                                            |
| 2024–     | Bárdos István Gusztávné  | független |                                                                            |

## Népesség
A település népességének változása:
| Lakosok száma | 269  | 268  | 261  | 238  | 257  | 252  | 243  |
|               | 2013 | 2014 | 2015 | 2021 | 2022 | 2023 | 2024 |

A 2001-es népszámláláskor a település lakosságának 95%-a magyar, 5%-a cigány nemzetiségűnek vallotta magát.
A 2011-es népszámlálás során a lakosok 99,3%-a magyarnak, 0,4% németnek, 0,4% szlováknak mondta magát (0,7% nem nyilatkozott; a kettős identitások miatt a végösszeg nagyobb lehet 100%-nál). A vallási megoszlás a következő volt: római katolikus 65%, református 6,1%, felekezeten kívüli 6,9% (14,8% nem válaszolt).
2022-ben a lakosság 89,5%-a vallotta magát magyarnak, 1,9% németnek, 6,6% egyéb, nem hazai nemzetiségűnek (8,2% nem nyilatkozott; a kettős identitások miatt a végösszeg nagyobb lehet 100%-nál). Vallásuk szerint 45,1% volt római katolikus, 5,4% református, 1,2% görög katolikus, 7% egyéb keresztény, 5,8% felekezeten kívüli (35% nem válaszolt).

## Látnivalók
- Tájház
- Kopjafa
- Hősi Emlékmű
- Római katolikus templom. Szent János apostol tiszteletére felszentelt.